# Estación de Chelmsford
La estación de Chelmsford es una estación de ferrocarril que da servicio a la ciudad de Chelmsford, en el condado de Essex, Inglaterra. La estación es parte de la Great Eastern Main Line.
La compañía que gestiona la estación y todos los trenes que por ella pasan es la National Express East Anglia. Paran en esta estación la mayoría de los trenes procedentes de la estación de Londres Liverpool Street hacia Ipswich, Clacton-on-Sea, Walton-on-the-Naze, Harwich, Braintree y Norwich.
Actualmente la estación ferroviaria está situada sobre un viaducto. Por eso, los andenes están sobre el nivel de la calle. Es la estación más transitada del Reino Unido que no está comprendida en el área metropolitana de Londres.

## Historia
Los trenes de la Eastern Counties Railway llegaron a Chelmsford en 1842 pero, debido a la topografía del terreno, tuvo que construirse un viaducto de 18 arcos a través de lo que hoy en día es el parque de la ciudad. La estación se erigió sobre un viaducto en su emplazamiento actual. La actual estación fue remodelada en 1985.

## Servicios ferroviarios
| Operador                     | Ruta | Tipo de tren         | Frecuencia       | Notas                                                              |
| ---------------------------- | --- | -------------------- | ---------------- | ------------------------------------------------------------------ |
| National Express East Anglia | Londres Liverpool Street - Stratford - Chelmsford - Colchester - Manningtree - Ipswich - Stowmarket - Diss - Norwich                                  | Clase 90 + Mark 3    | 1 tren cada hora |                                                                    |
| National Express East Anglia | Londres Liverpool Street - Stratford - Shenfield - Chelmsford - Hatfield Peverel - Witham - Kelvedon - Marks Tey - Colchester - Manningtree - Ipswich | Clase 321, Clase 360 | 1 tren cada hora |                                                                    |
| National Express East Anglia | Londres Liverpool Street - Stratford - Romford - Shenfield - Ingatestone - Chelmsford - Witham - Kelvedon - Marks Tey - Colchester - Colchester Town  | Clase 321, Clase 360 | 1 tren cada hora | No hay servicio los domingos                                       |
| National Express East Anglia | Londres Liverpool Street - Stratford - Shenfield - Chelmsford - Witham - Colchester - Wivenhoe - Thorpe-le-Soken - Clacton-on-Sea                     | Clase 321, Clase 360 | 1 tren cada hora | Los domingos, también para en Marks Tey, Alresford y Great Bentley |
| National Express East Anglia | Londres Liverpool Street - Stratford - Shenfield - Ingatestone - Chelmsford - Witham - White Notley - Cressing - Braintree Freeport - Braintree       | Clase 321            | 1 tren cada hora | No hay servicio los domingos                                       |